# Ulster County
Ulster County je okres ve státě New York ve Spojených státech amerických. K roku 2010 zde žilo 182 493 obyvatel. Správním městem okresu je Kingston. Celková rozloha okresu činí 3 007 km².